# أحمد بن عبد العزيز البسام
أحمد بن عبد العزيز البسام مؤرخ وباحث سعودي، ولد في عنيزة في منطقة القصيم عام 1374هـ. له العديد من المحاضرات والمؤلفات التي تُعنى بتاريخ شبه الجزيرة العربية وتاريخ المملكة العربية السعودية ومنطقة الخليج العربي، من أبرز مؤلفاته كتاب (تاريخ ابن عيسى 850-1341هـ)، وكتاب (الحياة العلمية في وسط الجزيرة العربية في القرنين الحادي عشر والثاني عشر الهجريين).

## العمل
- أستاذ الدراسات العليا في التاريخ في جامعة القصيم.[3]

## التعليم
- حصل على درجة الدكتوراه في التاريخ من جامعة الإمام محمد بن سعود الإسلامية عام 1414هـ، وكانت عن الحياة العلمية في نجد في القرن الحادي عشر والثاني عشر ودعوة الشيخ محمد بن عبد الوهاب.[4]
- حصل على درجة الماجستير من جامعة الإمام عام 1405هـ، وكان عنوانها (التطور السياسي في بلاد غرب الخليج في النصف الأول من القرن الثالث عشر).[5]
- حصل على درجة البكالوريوس من قسم التاريخ في جامعة الإمام محمد بن سعود الإسلامية عام 1397هـ.

## المؤلفات
- (الحياة العلمية في وسط الجزيرة العربية في القرنين الحادي عشر والثاني عشر الهجريين وأثر دعوة الشيخ محمد بن عبد الوهاب فيها). صدر عن دارة الملك عبد العزيز عام 2005م.[6]
- (تاريخ ابن عيسى 850-1341هـ). [دراسة وتحقيق] وصدر في ثلاثة أجزاء.[7]
- (قراءة في بعض المذكرات والرسائل الشخصية للشيخ المؤرخ والنسابة إبراهيم بن عيسى) [تحقيق ودراسة]. صدر عن دارة الملك عبد العزيز عام 2006.[8]
- (تحفة المشتاق في أخبار نجد والحجاز والعراق) تأليف: عبد الله بن محمد البسام. [تحقيق ودراسة].
- (المحسنة موضي العبد الله البسام).[9]